# Лукашовка (Чернобаевский район)
Лукашо́вка (укр. Лукашівка) — село в Чернобаевском районе Черкасской области Украины.
Занимает площадь 5,0881 км². Почтовый индекс — 19926. Телефонный код — 4739.

## Население
Население по переписи 2001 года составляло 949 человек.

### Языковой состав
Родной язык населения по данным переписи 2001 года:
| Язык       | Численность, чел. | Доля     |
| ---------- | ----------------- | -------- |
| Украинский | 924               | 97,37 %  |
| Русский    | 23                | 2,42 %   |
| Другое     | 2                 | 0,21 %   |
| Итого      | 949               | 100,00 % |

## Местный совет
19926, Черкасская обл., Чернобаевский р-н, с. Лукашовка, ул. Мироненка, 34